# ام. کریستینا وایت
ام. کریستینا وایت (انگلیسی: M. Christina White؛ زاده ) یک شیمی‌دان است.